# Кітновський Олексій Володимирович
Олексі́́й Володи́мирович Кітно́вський (22 квітня 1977 — 12 вересня 2014) — старший лейтенант Збройних сил України, учасник російсько-української війни.

## Життєвий шлях
Народився 1977 року в місті Луцьк (також зазначається місто Рига; Латвія). 1994 року закінчив школу № 3 міста Славута Хмельницької області; 1998 року — Харківський військовий університет за спеціальністю «озброєння та бойове використання військ ППО». Служив на різних посадах у Збройних Силах України; після звільнення в запас працював в охоронній службі.
У часі війни — військовослужбовець 51-ї окремої механізованої бригади.
Після поранення в зоні бойових дій Олексій лікувався у військовому госпіталі, та був переведений до тубдиспансеру — підозра на туберкульоз. Там його забив до напівсмерті місцевий наркозалежний хворий. Після 12 днів перебування в комі Олексій помер у лікарні швидкої допомоги міста Миколаєва.
Похований 15 вересня 2014-го на кладовищі Гаразджа, Луцький район.
Без Олексія лишились мама Світлана Сергіївна, дружина Тетяна та дочка Ірина 2000 р.н.

## Нагороди та вшанування
За особисту мужність і героїзм, виявлені у захисті державного суверенітету та територіальної цілісності України, вірність військовій присязі під час російсько-української війни, відзначений — нагороджений
- 17 липня 2015 року — орденом «За мужність» III ступеня (посмертно)[2]
- «За жертовну любов до своєї Вітчизни, відданість, доблесть і звитягу» — відзнакою 51-ї ОМБр «За мужність та відвагу» (посмертно).
- Його портрет розміщений на меморіалі «Стіна пам'яті полеглих за Україну» у Києві: секція 4, ряд 5, місце 15
- Почесний громадянин міста Луцьк (посмертно; рішення Луцької міської ради від 25 липня 2018 року № 44/1)[3]